# Отруйні змії
Отруйні змії — представники класу плазунів (Reptilia), в організмах яких виробляються або містяться речовини, токсичні для інших живих організмів. Внаслідок еволюції їх слинні залози перетворились на отруйні, а зуби почали виконувати функцію введення отрути до організму жертви, що значно підвищило ефективність полювання. Отрута використовується зміями не тільки для знерухомлення (паралізування) жертви, а також для захисту від ворогів. Отруйних змій відносять до озброєних активно-отруйних тварин.

## Отруйність змій як еволюційна адаптація
З еволюційної точки зору змій можна розглядати як одну з гілок розвитку ящірок лінії Protogekkota, які перейшли до підземного способу життя, у зв'язку з чим відбулася втрата ними кінцівок. Подальша адаптивна радіація цієї групи призвела до появи наземних, деревних та водних форм. Одним із пристосувань до нового способу життя став поступовий розвиток отруйності. Формування отруйного апарату змій, як вважають палеонтологи, в окремих випадках, ймовірно, почалося вже в кінці палеозою. Проте набуття отруйності змій в основному відбувалось протягом неогену. Вважається, що на формування найдосконалішого отруйного апарату змій знадобилося близько 60 млн. років еволюції.

### Порівняльна характеристика отруйного апарату змій
Порівняльно-морфологічні дані дозволяють прослідкувати еволюційні перетворення в отруйному апараті змій з різних родин. Природну отруйність слини окремих представників змій можна пояснити наявністю в ній різних протеолітичних та інших ферментів. Ця властивість могла закріплюватись у подальшому, тому що суттєво збільшувало ефективність полювання. Потім окремі слинні залози (скроневі, верхньогубні) спеціалізувались на виробленні отруйного секрету. Одночасно з тим відбувалось формування й вдосконалення апарату для введення отрути в тіло жертви. Окремі зуби на верхній або нижній щелепах збільшувались у розмірах, а на їх поверхні з'являлась борозенка, по якій стікала отрута. Потім при змиканні борозенки утворився канал, що відкривався біля вершини зубу, що суттєво поліпшило проникнення отрути до тіла жертви.
Відповідно до описаних особливостей будови отруйного апарату змій розділяють на задньоборозенчастих (полозові, земляні гадюки), передньоборозенчастих (аспідові) і трубчастозубих (гадюкові).

## Отруйні змії світу (огляд)
Отруйних тварин традиційно поділяють на 2 великі групи. До первинно-отруйних тварин відносять тварин, які виробляють отруйний секрет у спеціальних залозах або мають отруйні продукти метаболізму. Як правило, отруйність первинно-отруйних тварин є видовою ознакою і зустрічається у всіх особин виду. До вторинно-отруйних відносять тварин, які акумулюють екзогенні отрути в своєму тілі й тому виявляють токсичність тільки при прийомі їх в їжу.
Первинно-отруйні тварини розрізняються за способами вироблення отрути та його застосування  й поділяються на активно-отруйних і пасивно-отруйних. Активно-отруйні тварини мають спеціалізований отруйний апарат, споряджений пристосуванням, здатним нанести рану або ввести отруту в тіло жертви. Їх називають озброєними активно-отруйними тваринами, до яких і належать отруйні змії. Вони вводять отруту в тіло жертви завдяки спеціалізованим зубам, які традиційно називають отруйними. Другу групу активно-отруйних тварин складають організми, отруйні апарати яких не мають пристосувань, здатних наносити рани жертві. Їх відносять до неозброєних активно-отруйних тварин (більшість земноводних, окремі групи комах тощо).
Загальна чисельність видів змій на Землі становить понад 3600 видів. Близько половини з них здатні виробляти токсичну слину і мають отруйний апарат, який у тій чи іншій мірі використовують для полювання, а також для захисту від ворогів. Вважається, що реальну (смертельну) небезпеку для людини становлять від 450 до 600 видів змій, які належать до 4 родин, зокрема до полозових (Colubridae), земляних гадюк (Atractaspididae), аспідових (Elapidae) і гадюкових (Viperidae).

### Отруйні змії родини полозових
До родини полозових (Colubridae) належить близько 2100 видів, що становить близько 60 % від загальної кількості видів змій. Значна кількість видів полозових здатна виробляти токсичну слину і має спеціалізовані зуби для введення отрути в тіло жертви. Звичайно їх отрута малотоксична й діє тільки на певні групи холоднокровних тварин, які складають основу їх харчового раціону. Але є види, отрута яких може впливати і на теплокровних тварин, у тому числі на людину.  Серед таких видів, що мешкають у Північній Палеарктиці, можна назвати вужа тигрового (Rhabdophis tigrinus), полоза різнобарвного (Hemorrhois ravergieri), бойгу індійську (Boiga trigonata), змію-стрілу (Psammophis lineolatus), ящіркову змію (Malpolon monspessulanus), котячу змію (Telescopus fallax), полоза лісового (Zamenis longissimus) та ін.
Отруйний апарат у полозових складається із скроневої парної отруйної залози, протоки якої відкриваються в основі збільшених зубів, розташованих на задньому краї верхньощелепної кістки і відділені від передніх зубів досить широким беззубим проміжком. У ряду видів ці зуби мають борозенку для проведення отрути в рану жертви.
Представників отруйних видів полозів відносять до умовно отруйних видів змій, тому що вони, як правило, реальної небезпеки для людини не становлять. Це пов'язано не тільки з малою токсичністю самої отрути, але також з тим, що отруйні зуби розташовані глибоко в пащі й можуть вражати лише здобич, що знаходиться безпосередньо в роті змії. При цьому, змія для здійснення ефективного укусу завжди повинна широко розкривати рота. Захищаючись від людини змія звичайно наносить укус тільки передніми зубами, не здатними ввести отруту. Тому випадки отруєння полозовими реєструються рідко. Реальну небезпеку для людини, аж до смертельних випадків, можуть становити тропічні види змій, зокрема бумсланг (Dispholidus typus) і винна змія Кіртланда (Thelotornis kirtlandi).

### Отруйні змії родини аспідових
До родини аспідових (Elapidae) належить близько 410 видів. Всі вони отруйні. Великі отруйні зуби розташовані у них передньому краї верхньощелепної кістки, яка помітно вкорочена. Зуби прикріплені нерухомо, їх число дуже варіює у різних видів: від 8—15 пар у найпримітивніших австралійських видів до 1 пари в американських аспідів і мамб. Будова самого зубу наочно демонструє походження каналу в трубчастому зубі шляхом поступового змикання країв борозенки на передній поверхні зубу в процесі еволюції.
Найнебезпечнішою з австралійських змій вважається тайпан (Oxyuranus scutellatus), який сягає 3,5 м у довжину і мешкає у Північно-Східній Австралії та на Новій Гвінеї. В Азії найвідомішими видами аспідів є королівська кобра (Ophiophagus hannan), яка вважається найбільшою отруйною змією у світі (до 5,5 м завдовжки), та кобра індійська (Naja naja). Кобра середньоазійська (Naja oxiana), поширена у Центральній Азії, відрізняється від індійської відсутністю характерного малюнка у вигляді окулярів на капюшоні. Окремі види кобр (Naja nigricollis, Naja naja sputatrix та ін.) здатні вибризкувати отруту в бік жертви/ворога через отвір в отруйному зубі на відстань до 2 м.
Характерною особливістю всіх аспідів є довге тримання жертви в пащі, а також перебирання її щелепами — «жування». Це необхідно для глибокого проникнення відносно невеликих отруйних зубів у тіло жертви, що підвищує ефективність укусу. На відміну від гадюк, аспіди не ховаються, а попереджають ворога шипінням і приймають при цьому характерну позу погрози, як, наприклад, кобра. У живленні майже всі аспіди віддають перевагу іншим рептиліям (герпетофагія), можуть поїдати навіть отруйних змій. Основу ж їх раціону звичайно складають гризуни, земноводні та великі комахи.

### Отруйні змії родини гадюкових
До родини гадюкових (Viperidae) належить близько 400 видів. Всі вони отруйні. За ефективністю введення отрути до тіла жертви отруйний апарат гадюкових вважається найдосконалішим за своєю будовою. Довгі й гострі отруйні зуби гадюк знаходяться на самому передньому краї верхньої щелепи і легко проникають через покриви тварин. Значне подовження самого зубу потребувало вироблення спеціального пристосування для його «укладання» при закриванні рота. Отрутопровідний канал у зубі повністю замкнений. Характерною особливістю укусу гадюкових є те, що першою тіла жертви торкається нижня щелепа, яка як би фіксується, дозволяючи зробити прокіл покривів тіла отруйними зубами верхньої щелепи.
Парні отруйні залози гадюкових нічим, крім розмірів, не відрізняються від залоз інших отруйних змій і побудовані за однаковим планом. Залоза являє собою сплощений зверху мішечок у вигляді подовженого трикутника, який оточений міцною сполучно-тканинною капсулою, прикріпленою до кісток черепа кількома зв'язками. До капсули з внутрішнього боку, зверху і знизу прикріплюється масивний м'яз. Скорочуюсь разом із м'язами потилице-скроневого комплексу, цей м'яз при відкриванні рота тисне на залозу і отрута через проток потрапляє до отруйного зуба. Зсередини залоза має складну будову з численними перегородками і чарунками, висланими залозистим епітелієм, який виробляє отруйний секрет. Функціонування залози відбувається безперервно, посилюючись після укусу, а кількість накопиченого секрету досягає максимуму через 7—8 днів.
Всі гадюкові становлять небезпеку для людини. Їх укуси можуть призводити до тяжких наслідків. Ступінь отруєння залежить від токсичності отрути, її кількості і місця потрапляння в організм людини. До смертельно небезпечних гадюкових у Північній Палеарктиці в першу чергу слід віднести гюрзу (Macrovipera lebetina) та ефу піщану (Echis carinatus). Досить багато небезпечних видів гадюкових мешкає також в Африці і Південній Азії.
Найпрогресивнішими і найспеціалізованішими серед гадюкових вважаються представники підродини  ямкоголових (Crotalinae). Їх характерною особливістю є наявність терморецепторних органів на боках голови між оком і ніздрями, які допомагають цим зміям полювати вночі на теплокровних тварин. У ряді видів на кінчику хвоста присутні так звані «погримки» — залишки затверділої шкіри після линянь, якими вони здатні видавати звуки, відчутні за кілька десятків метрів, за що вони отримали назву гримучих змій. Поширені вони переважно в Південно-Східній Азії, Північній і Південній Америці. Найбільш відомими серед них є бушмейстер (Lachesis muta), куфії (Trimeresurus), ботропси (Bothrops), гримучники (Grotalus, Sistrurus), щитомордники (Gloydius) тощо.

### Отруйні змії родини земляних гадюк
До родини земляних гадюк (Atractaspididae) належить близько 70 видів, поширених в Африці і на Близькому Сході.. Це невеликі змії, які ведуть підземний, риючий спосіб життя. На поверхні їх можна побачити лише під час сильних дощів та при оранці ґрунту. Здобич вони вбивають укусом отруйних зубів непропорційно великої довжини, які ледве розміщуються в ротовій порожнині.
Не зважаючи на свій невеликий розмір, вони можуть становити небезпеку для людини. При зустрічі з людиною ведуть себе агресивно і при першій же можливості зразу кусають. Їх отрута високотоксична і може призводити до тяжких місцевих уражень, хоча смертельні випадки вкрай рідкі. Найвідомішими серед них є представники роду земляних гадюк (Atractaspis)

## Отруйні змії України
На території України мешкає 3 види отруйних змій, які належать до родини гадюкових (Viperidae):
- Гадюка звичайна (Vipera berus);
- Гадюка Нікольського (Vipera nikolskii);
- Гадюка степова (Vipera renardi).

Крім того, на території України мешкає ще 6 видів умовно отруйних змій, які належать до родини полозових (Colubridae). Всі вони виробляють відносно малотоксичну слину, але при певних умовах можуть становити небезпеку, якщо в результаті укусу отрута потрапить до організму людини. Отрута може призводити до легкого ступеня отруєння, симптоми якого, як правило, через кілька днів зникають. Найнебезпечнішими серед них вважаються 2 перших види:
- Мідянка звичайна (Coronella austriaca);
- Полоз ескулапів (Zamenis longissimus);
- Полоз леопардовий (Zamenis situla);
- Полоз жовточеревий (Dolichophis caspius);
- Полоз сарматський (Elaphe sauromates);
- Полоз візерунковий (Elaphe dione).